# Rosay, Seine-Maritime

Rosay este o comună în departamentul Seine-Maritime, Franța. În 1 ianuarie 2022 avea o populație de 272 de locuitori.